# Arsames I d'Armènia
Arsames I o Arsabes I (en armeni Արշամ) o Artavasdes I (Արզամես Ա, Arzames I); mort cap a 228 av. J.-C.) fou un dinasta oròntida d'Armènia, de Sofene i de Commagena cap a 243 aC / 240 aC, Va portar el títol reial tot i que legalment només era sàtrapa.

## Origen
Arsames era l'hereu dels sàtrapes que governaven Armènie des de temps de l'imperi aquemènida. Segons Cyrille Toumanoff, era el fill i successor de Sames, al seu torn successor d'Orontes III (el « Ardoates rei dels armenis » de Diodor de Sicília que va donar suport al 301 aC a Ariarates II en la seva reconquesta de Capadòcia als macedonis). Finalment, Cyrille Toumanoff rebutja la hipòtesi que introdueix un segon Arsamès (II) en la genealogie dels Orontides amb la finalitat de restablir el nombre de generacions entre el seu descendent Mitridates I Cal·línic de Commagena i l'esposa d'aquest últim, la princesa selèucida Laodice VII Thea.
Marie-Louise Chaumont i Giusto Traina diuen que « segurament» Arsames va regnar a Sofene, recolzant-se sobretot en la tiara que apareix a les seves monedes que és molt similar a la tiara sofeniana.

## Regnat
Com diversos altres dinastes d'Àsia Menor, Arsamès va prendre el partit d'Antíoc Hierax en la guerra fratricida que el va oposar al seu germà, Seleuc II Cal·línic. El 228, segons Poliè el Macedoni, « quan [Antíoc Hierax] travessava les muntanyes de Armènia, fou rebut per Arsames que era dels seus amics ». Aquest mateix príncep, identificat amb Arsames, pren el títol reial en una moneda en bronze representant a l'anvers el cap del rei cobert d'una tiara conica i al revers la inscripció « ΒΑΣΙΛΕΩΣ ΑΡΣΑΜΟΥ » (Βασιλέως Ἀρσάμους = Basiléōs Arsámous) amb un cavaller portant barret cònic i tenint una javelina.
Arsamès és reputat com el fundador vers el 235 de dues ciutats de les quals seria l'epònim, Arsamòsata a Sofene i Arsàmia (Arsamea) a Commagena, el que tendeix a demostrar que el seu poder s'havia centrat sobre aquestes regions més que sobre l'Armènia pròpiament dita.

## Posteritat
Segons Cyril Toumanoff, Arsames va deixar diversos fills :
- Xerxes de Armènia, que fou el seu successor a Arsamòsata ;
- Abdisares o Abdisar d'Armènia (?), potser rei després del seu germà o rei només a Sofene i Commagena ;
- Orontes IV;
- Mithres, gran-sacerdot del Sol i de la Lluna del santuari d'Armavir.

Per altra banda, Arsamès és presentat com l'avi de Ptolemeu, el fundador de la dinastia dels reis de Commagena.